# Дона Марта

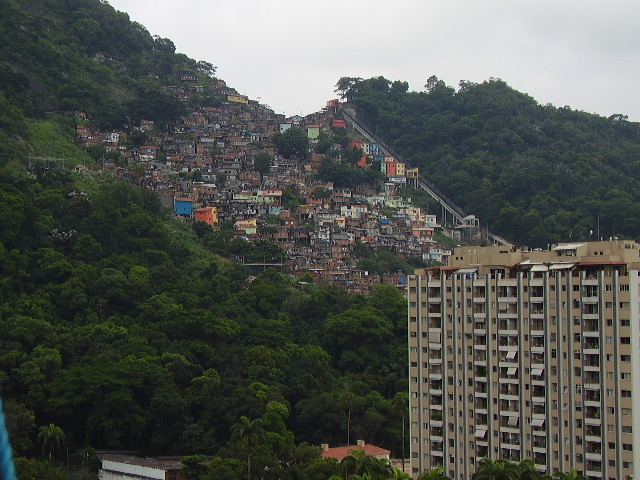
Вид на Морро-Дона-Марта.

Дона Марта (порт. Favela Santa Marta) — фавела в городе Рио-де-Жанейро (Бразилия), расположенная между районами Ботафого и Ларанжейрас на горе Дона Марта (порт. Morro Dona Marta), которую также делят районы Фламенго и Косме Вельо, в Южной зоне города. Население фавелы составляет около 8 000 человек, в ней насчитывается около 500 деревянных домов, 2000 кирпичных или каменных жилищ, 4 детских сада, 3 пекарни, 2 спортивных площадки, 1 школа самбы, 3 воинских части и 1 мини-маркет.
С недавнего времени фавела претерпевает процесс урбанизации. Был построен ряд общественных зданий, проведены водопровод и канализация, электрические кабели. Также в фавеле был сооружён фуникулёр, заметно облегчивший перемещение жителей холмистой местности.
Другим важным изменением в Доне Марте в последнее время является размещение здесь военных сил. 28 ноября 2008 года Дона Марта была взята под контроль силами гражданской полиции, когда здесь открылось первое в городе Подразделение полиции по восстановлению порядка. С конца 2008 года после проведения масштабной полицейской операции власти Рио-де-Жанейро объявили Дону Марту первой фавелой в городе, свободной от власти наркотрафикантов.
В фавеле Дона Марта снималась часть клипа на песню «They Don't Care About Us» Майкла Джексона. Здесь также проводились состязания по скоростному спуску на горных велосипедах под эгидой Red Bull. Кроме того в Доне Марте снимались эпизоды фильма Форсаж 5.